# Couvrot
Couvrot település Franciaországban, Marne megyében. Lakosainak száma 796 fő (2022. január 1.). Couvrot Loisy-sur-Marne, Saint-Lumier-en-Champagne, Saint-Quentin-les-Marais, Soulanges és Vitry-en-Perthois községekkel határos.

## Népesség
A település népességének változása:
| Lakosok száma | 834  | 955  | 1058 | 874  | 873  | 885  | 848  | 823  | 815  | 796  |
|               | 1968 | 1982 | 1990 | 2006 | 2013 | 2015 | 2017 | 2019 | 2020 | 2022 |